# 奧林豪斯 (內華達州)
奧林豪斯（英語：Olinghouse）是位於美國內華達州瓦肖縣的鬼鎮。

## 歷史
奧林豪斯的郵局於1903年設立，其後於1923年停運。

## 地理
奧林豪斯所處的海拔為高於海平面1741米（即5712英呎），而該地所採用的時區為UTC-8，即太平洋时区（PST）。同時該地設有夏令時間，為UTC-8調快一小時，即UTC-7（PDT）。